# Marcelino Simões Lopes Cabral
Marcelino Simões Lopes Cabral (Bedanda, 22 de novembro de 1961) geralmente conhecido por Djoe Cabral é um político da Guiné Bissau.

## Biografia e carreira política
Licenciado em Ciências Sociais e Políticas, na Escola Superior de partido Comunista Cubano em 1989. Ingressou nas fileiras do PAIGC, e Chefe do Gabinete do Secretário-Geral da Juventude JAAC e Director Administrativo do PAIGC em 1989. Assessor Técnico Principal do Secretário de Estado de Combatentes e do Ministro dos Combatentes de Liberdade da Pátria em 1994. Em 2000 desempenhou a função do Ministro da Solidariedade. Secretário dos Combatentes da Liberdade de Pátria, em 2001. Ministro do Interior em 2002. Desempenhou ainda a função do Ministro da Defesa Nacional em 2003. Conselheiro do Primeiro-ministro Carlos Gomes Júnior para área de Defesa e Segurança em 2004. Secretário de Estado da Ordem Pública no goveno de Baciro Djá.Secretário de Estado da Reforma Administrativa no Governo de Umaro Sissocó Embaló.